# Титулатура Великих Моголов
Титулатура Великих Моголов — представляет собой набор титулов на арабском, персидском, тюркском языках и на урду, используемых правителями Империи Великих Моголов (1526—1857) в своём тронном имени-титуле. Основой титулатуры был персидский титул падишах (падшах или бадшах), к которому присоединялись синонимы на других языках (например, шаханшах) и другие эпитеты, восхваляющие падишаха. 
К примеру, величайший из Великих Моголов падишах Акбар I в 1578 году использовал титул «Исламский император, предводитель правоверных (Амир аль-муминин), тень Аллаха на земле (Зиллуллах), Отец победы (Абуль-Фатх), Величие веры (Джалал ад-дин), Мухаммад Акбар, Падишах и Воин ислама (Падшах-и-Гази), наисправедливейший, наимудрейший, наибогобоязненейший правитель».
Основными титулами, которые в различных комбинациях использовали Великие Моголы, были следующие:
- Алам-Панах или Джахан-Панах — означает Даритель мира или Дающий убежище Вселенной.
- ас-Султан аль-Азам — арабское слово Азам (اعظم) переводится как Великий, отсюда словосочетание означает Султан Великий; этот титул использовался в титулатуре первых Великих Моголов: Бабура, Хумаюна, Шах-Джахана и Джахангира.
- Падшах-и-Гази — состоит из персидского слова Падшах (Падишах) (پادشاه), означающего Повелитель царей (иначе говоря, Император), и арабского слова Гази (غازى) — воин ислама.
- Сахиб-у-Киран-и-Сани — титул можно перевести как Великолепный или Сияющий путеводный свет. Арабское слово Сахиб (صاحب) означает правитель, Киран на урду значит свет, а Сани — с фарси переводится как "Второй". Также, титул Сахибкиран носил Амир Темур.Титул использовался в титулатуре Шах-Джахана и Акбар-Шаха II.
- Шаханшах — древнеперсидский титул Шаханшах (شاهشاه) переводится как Царь царей. Его носили падишахи Акбар I, Шах Джахан I, Аламгир I, Джахандар Шах, Рафи уд-Дараджат и Шах Джахан II.
- аль-Хакан аль-Мукаррам — тюркско-монгольский титул Хакан (Каган) (خاقان) использовался Великими Моголами, чтобы подчеркнуть своё происхождение от Чингисидов. Слово мукаррам можно перевести с языка урду как быть почитаемым.
- Зиллуллах — переводится с арабского как Тень Аллаха на земле.
- Амир аль-муминин — Повелитель (предводитель) правоверных — мусульманский титул, указывающий на духовную власть правителя. Титул использовался, в частности, падишахом Акбаром I.